# Masdevallia sururuana
Masdevallia sururuana är en orkidéart som beskrevs av Marcos Antonio Campacci. Masdevallia sururuana ingår i släktet Masdevallia och familjen orkidéer. Inga underarter finns listade i Catalogue of Life.